# Ы (слово ћирилице)
Јери (Ы, ы) је слово које се од словенских ћирилица употребљава у руској и белоруској. Изговара се као .